# Podmořský ráj v Celebeském moři
Podmořský ráj v Celebeském moři (Crubicle of Life) je americký dokument produkce National Geographic Channel z roku 2008. Expedice složená z vědců a techniků se zde vydává do Celebeského moře aby mohli za pomoci nejmodernějších technologií spatřit zvířata, která zde žijí. Nalézají tak i některé nové druhy. Jde o dokument z rozsáhlé série National Geographic Special.